# Wet op de collectieve arbeidsovereenkomst
De Wet op de collectieve arbeidsovereenkomst (in het kort Wet cao) is in Nederland van kracht sinds 1927. Deze wet regelt onder meer wat verstaan moet worden onder een CAO en wie bevoegd is tot het afsluiten van een CAO.
Deze wet regelt onder meer:
- wat een cao precies is;
- wie bevoegd is tot het afsluiten van een cao. Verenigingen van werkgevers en van werknemers moeten in hun statuten vastleggen dat zij bevoegd zijn tot het afsluiten van een cao;
- dat de vereniging die een cao afsluit, verplicht is, de cao aan de leden te verstrekken;
- dat bepalingen in een arbeidsovereenkomst die strijdig zijn met de cao, nietig zijn;
- wie gebonden is aan de cao;
- dat de werkgever die aan een cao gebonden is, de cao ook moet toepassen op niet-gebonden werknemers;
- dat bij overname van een onderneming, de rechten en plichten in de cao overgaan op de nieuwe werkgever.